# Eero Aarnio

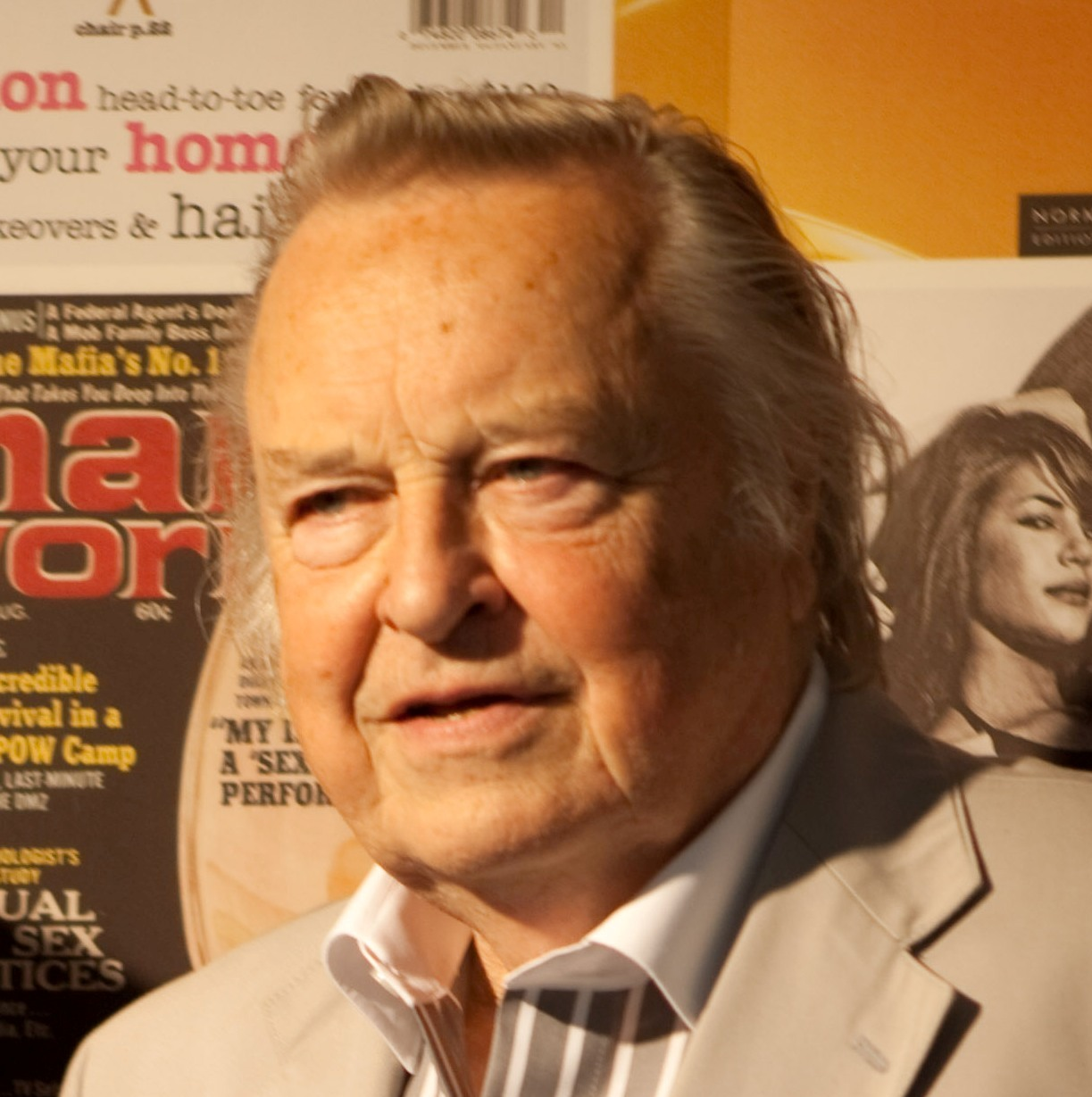
Eero Aarnio (2011)

Eero Aarnio (* 21. Juli 1932 in Helsinki) ist ein finnischer Innen- und Möbeldesigner. Besonders bekannt wurde er durch seine Entwürfe für Plastik- und Fiberglasstühle.
Aarnio studierte am Institute of Industrial Arts in Helsinki und gründete 1962 sein eigenes Büro. Im folgenden Jahr entwarf er seinen berühmten Ball Chair, der 1966 auf der Internationalen Möbelmesse in Köln vorgestellt wurde. Dies war der internationale Durchbruch für Eero Aarnio und der Beginn einer ganzen Kollektion von Fiberglasentwürfen. Der ähnliche Bubble Chair entstand 1968. Ein weiterer bedeutender Stuhl, den Aarnio entworfen hat, ist der Pastil Chair, der 1968 mit dem American Industrial Award ausgezeichnet wurde.
Eero Aarnio zählte zu den ersten finnischen Designern, die sich mit künstlichen Materialien wie Fiberglas, Acrylglas und Plastik  beschäftigten. Seine Entwürfe sind wichtiger Bestandteil der 1960er Jahre und auch Bestandteil vieler SF-Filme.
Eero Aarnio ist bis heute als Innen- und Möbeldesigner aktiv.

## Bildergalerie

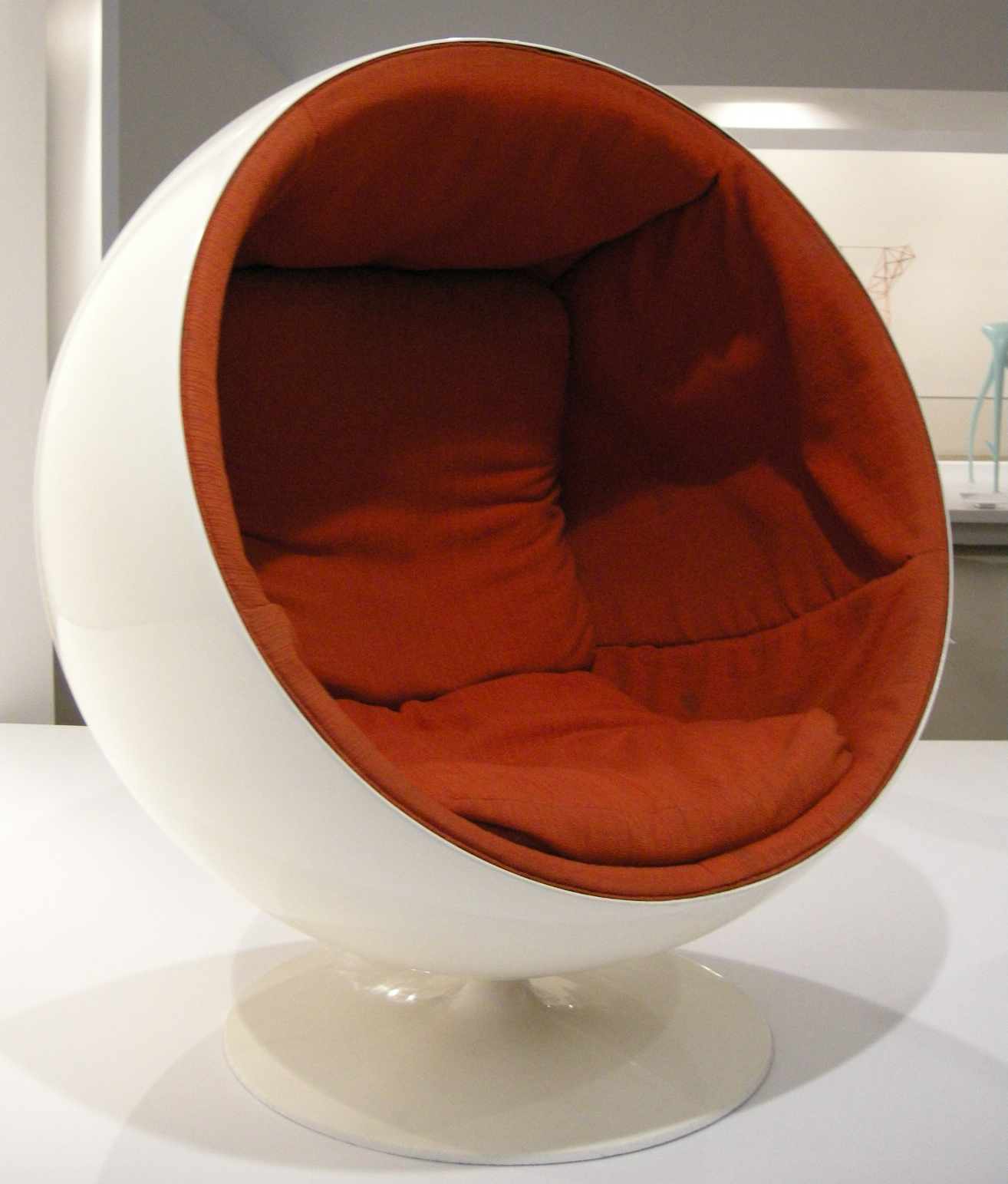
Globe chair
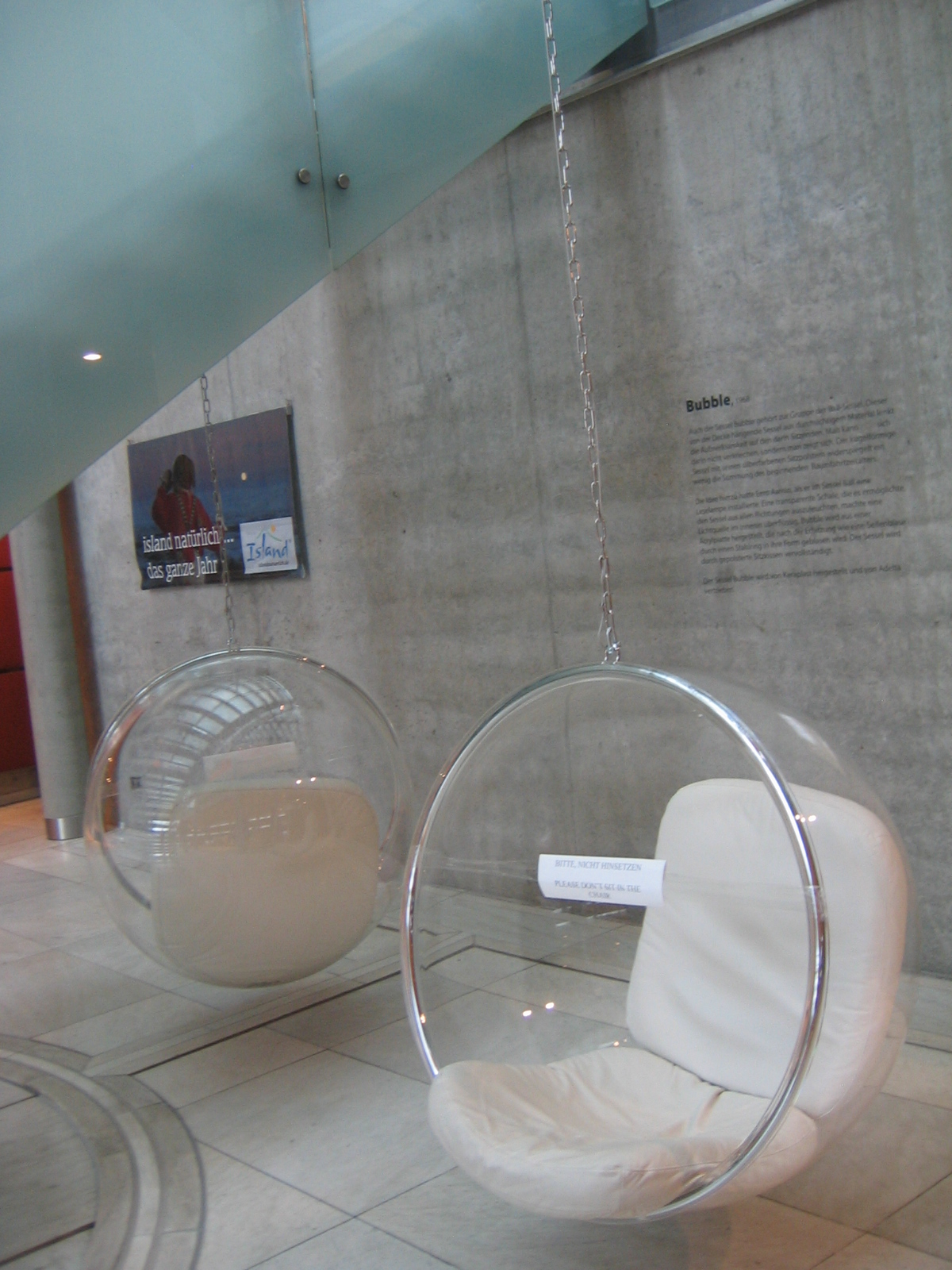
Bubble chair
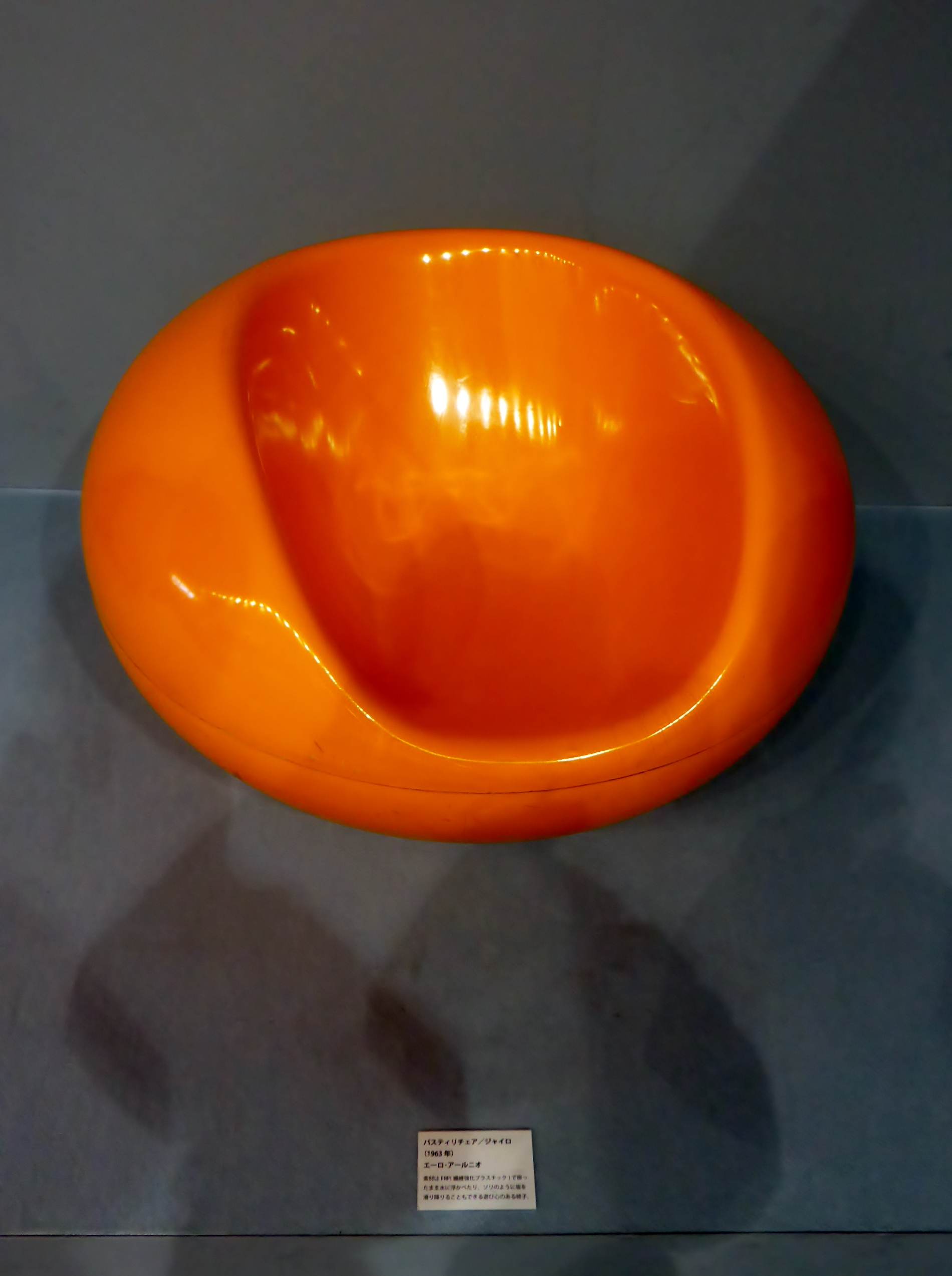
Pastilli chair
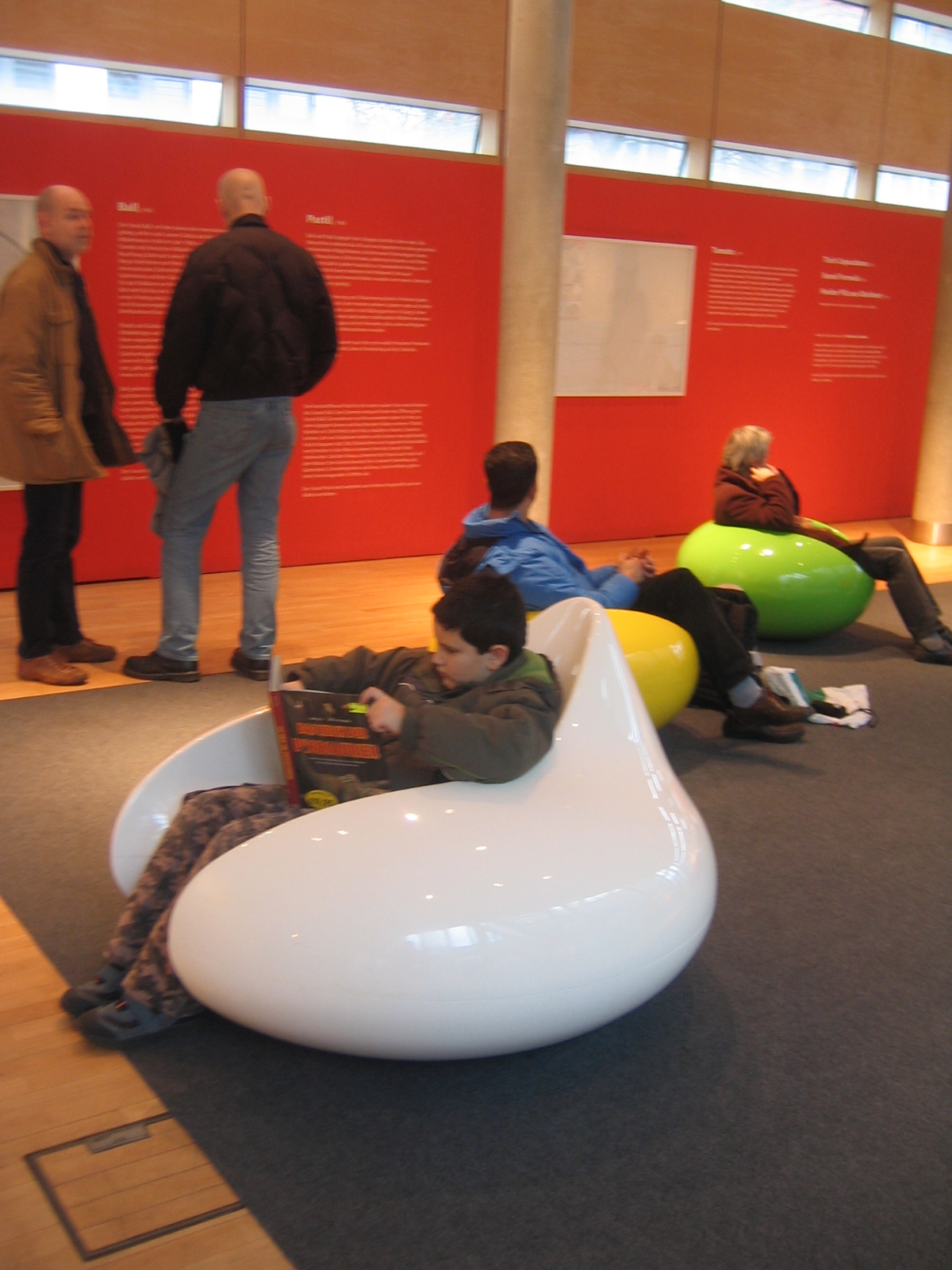
Formula chair
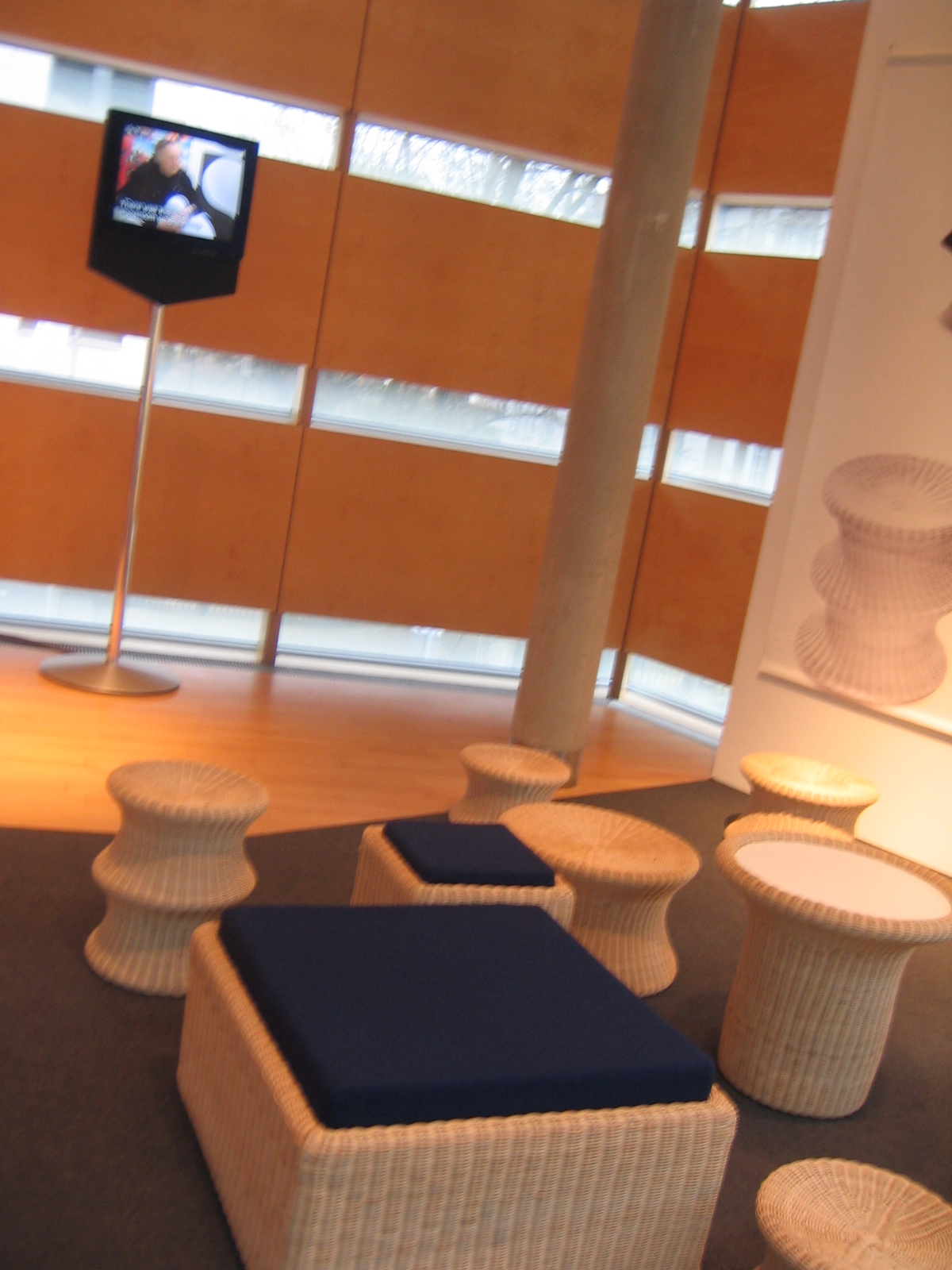
Mushroom stool
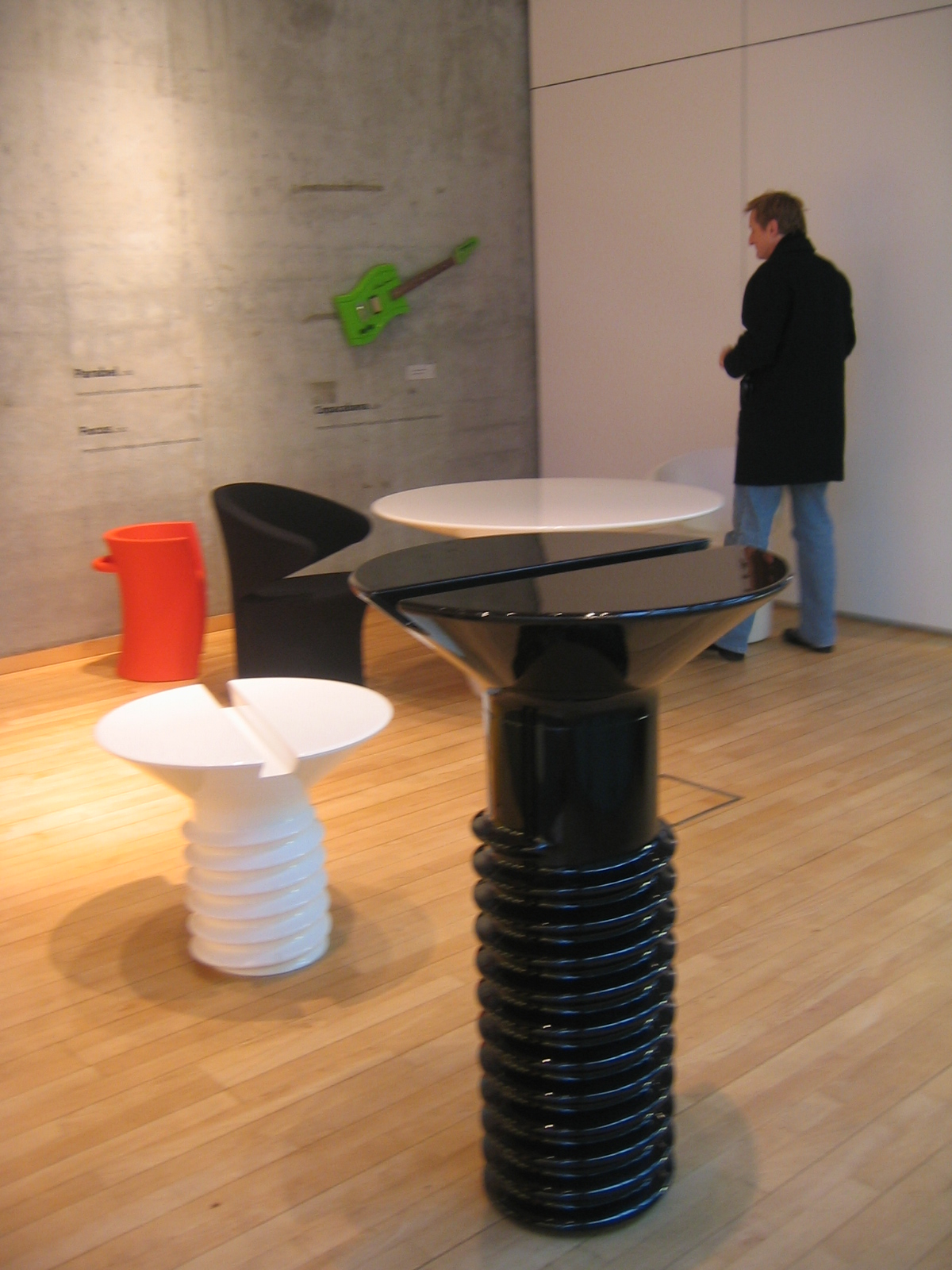
Screw tables
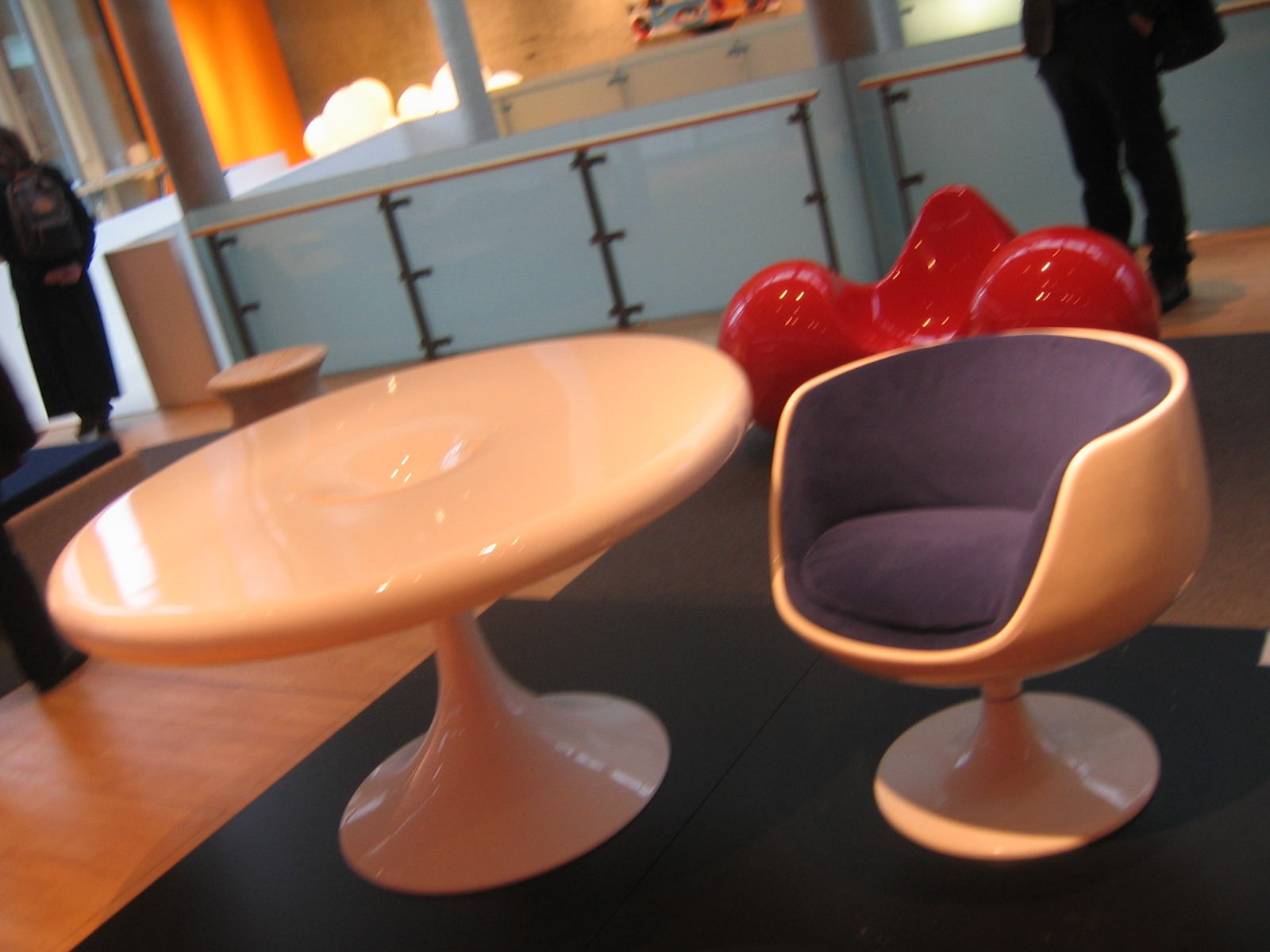
Retrospective in Berlin
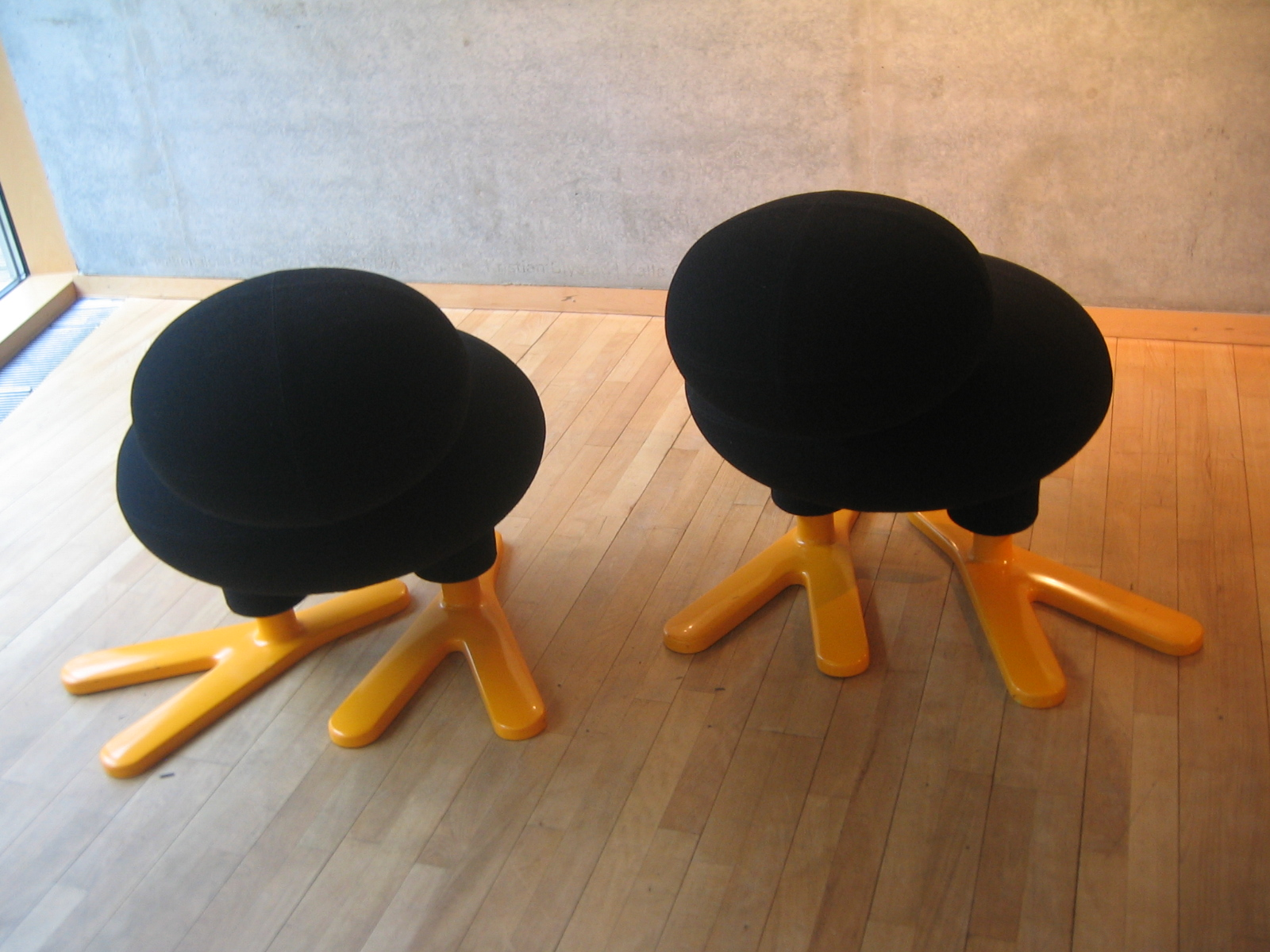
Tipi and Tipi
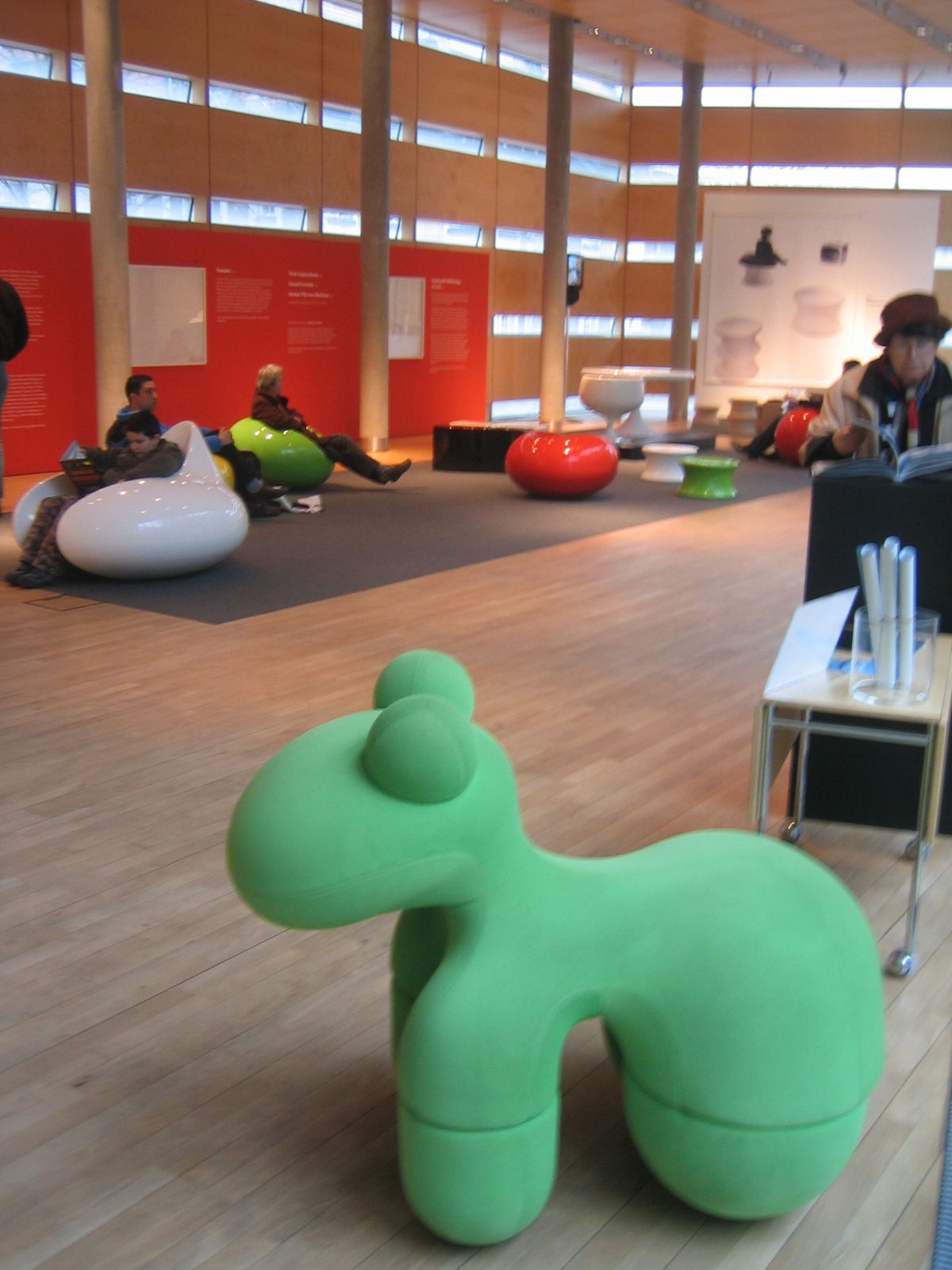
The pony chair
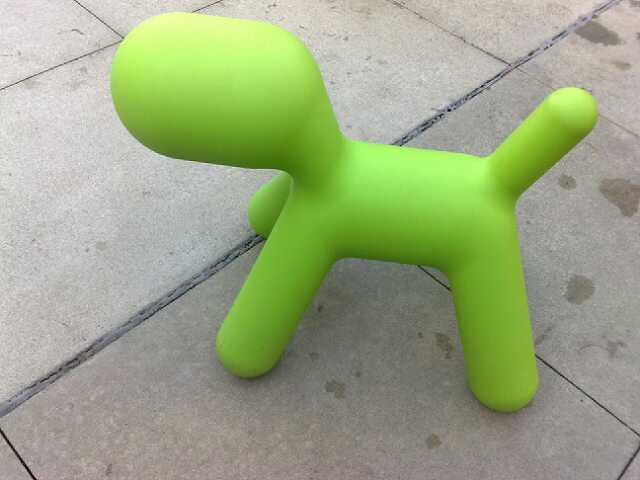
Android dog